# Mercedes Pardo (pintora)
Mercedes Pardo Ponte (Caracas, Venezuela, 29 de julio de 1921 - 25 de marzo de 2005) fue una pintora venezolana, reconocida  como una de las más prestigiosas y representativas en el arte abstracto, especialmente en las décadas 1950 y 1960. Recibió el Premio Nacional de Artes Plásticas, en 1978.

## Biografía
Hija de Rafael Pardo Becerra e Inés Mercedes Ponte Machado. Nació en la parroquia La Pastora. Su infancia transcurre entre su ciudad natal, la Isla de Margarita y Los Teques.  Estudió en la Escuela de Artes Plásticas y Aplicadas de Caracas. Vivió varios años en Santiago de Chile y París. 
Inició desde muy joven una trayectoria en la plástica que abarcó diferentes técnicas y diversas posibilidades del lenguaje abstracto, principalmente en pintura, acuarela, vitrales y collages, además de sus afamadas escenografías para teatro y una abundante obra gráfica. 
En 1951 contrajo matrimonio con el artista plástico Alejandro Otero en Londres. En 1952 exhibió sus trabajos abstractos en el Espacio Lumière de la Galería Suzanne Michel (París), junto a Otero, Jesús Soto, Luis Guevara Moreno, Carmelo Arden Quin, Rubén Núñez, Jack Youngerman y Kosnit-Kloss.
Este año regresó a Venezuela y participó en la "Exposición internacional de arte abstracto" (Galería Cuatro Muros, Caracas). En la década del cincuenta el abstraccionismo es aceptado en el país, y la puesta en marcha del proyecto de integración de las artes de la Ciudad Universitaria de Caracas y el regreso de una generación de artistas formados en Francia, afianzaron un clima de renovación tanto en la ejecución como en la educación artística. Hacia 1956 comienza a realizar obras que pueden catalogarse como preinformalistas por la utilización de una abundante capa pictórica, aunque su trabajo se decidirá hacia una búsqueda formal de efectos cromáticos. En 1956 comienza sus escenografías teatrales con la obra Intervalo de Elizabeth Schön, presentada en el Teatro Nacional (Caracas); también en este año participa en las exposiciones "Collages" (Galería-librería Sardio), "Exposición Fundación Cristóbal Rojas" (MBA) y en el I Salón de Arte Abstracto (Galería Don Hatch, Caracas). En 1959 funda la sección pedagógica del MBA y participa en la V Bienal de São Paulo. En 1960 expone en el II Salón Interamericano de Pintura (Barranquilla, Colombia), "Arte hoy" (La Habana) y "Espacios vivientes" (Palacio Municipal, Maracaibo), y se radica en París, donde pinta acuarelas abstractas caracterizadas por el trazo lírico, goteos y manchas que crean un gran dinamismo en el espacio plástico.
En 1962 participó en la XXXI Bienal de Venecia y realizó una serie de monotipos frotando objetos como tuercas, clavos y clips, que titula Huellas. Ese mismo año, fue fundadora de la Escuela Cooperativa de San Antonio de los Altos (Edo. Miranda), hoy Escuela Comunitaria, creando allí los talleres artesanales en donde imparte clases. Asimismo, junto con J.M. Cruxent expone, en las salas del MBA, 36 cuadros en los cuales el predominio de tintas y colores transparentes introducirán en su obra un tono suave que contrastará con su anterior época. En 1964 recibe el Premio Nacional de Artes Aplicadas conjuntamente con Alejandro Otero.
En 1971 participa en "34 estampadores latinoamericanos" (MBA). En 1972 funda y dirige el taller de expresión artística infantil en la Fundación Mendoza; también en 1974 trabaja en los talleres de arte y expresión infantil, fomentados por el Banco del Libro en barrios populares de Caracas. Ese mismo año figura como asesora en la Fundación del Niño. En 1975 expone en "Panorama de la pintura venezolana" (La Habana). En 1976 expone en "Los artistas y Olivetti" (MACC); en 1978 es galardonada con el Premio Nacional de Artes Plásticas y se presenta en la muestra "L'œil en question" (Noroit, Arras, Francia). En 1979, la GAN organiza una retrospectiva con obras realizadas entre 1952 y 1978, y participa en la exposición "Arte constructivo venezolano 1945-1965: génesis y desarrollo", realizada en la GAN; este año diseña para el Teatro Municipal de Caracas un telón de boca de trescientos metros cuadrados, del cual Fundarte realiza una edición serigráfica. En 1983 es invitada a la II Bienal Nacional de Artes Visuales (MACC). En 1984 expone en la I Bienal de La Habana y comienza la serie de obras titulada Suite cubista. En 1987 concurre a "50 años de pintura en Venezuela a través de los Premios Nacionales" (Museo de Arte La Rinconada, Caracas) y al Salón Nacional de Artes Plásticas en la sección artistas invitados (MACC). En 1991 realiza su exposición antológica más importante, "Moradas del color" (GAN). Mercedes Pardo también ha participado en las ediciones III, XVIII, XX, XXI, XXII, XXIII, XXV y XXVI del Salón Oficial (1942, 1957, 1959-1962, 1964 y 1965). Con motivo de la Feria Iberoamericana del Arte 2004, Pardo se definió como "la colorista" en un homenaje que incluyó la publicación de un libro que recoge parte de su obra, bajo el título La utopía privada de Mercedes Pardo. En sus últimos años vivió y trabajó en San Antonio de los Altos (Edo. Miranda).